# Rhadinaea myersi
Rhadinaea myersi là một loài rắn trong họ Rắn nước. Loài này được Rossman mô tả khoa học đầu tiên năm 1965.